# Círculo de Empresarios
El Círculo de Empresarios (fundado en Madrid el 31 de marzo de 1977) es una organización, sin ánimo de lucro, destinada al estudio, divulgación y promoción de la libre empresa, y del papel del empresario en la generación de riqueza y su contribución al debate económico y social en España, así como al fomento del espíritu emprendedor.

## Historia
Los antecedentes históricos a su fundación, remiten a la Asociación para el Estudio y Acción Empresarial, promovida en noviembre de 1976 por José María López de Letona, que reunió a un grupo de 50 notables y los animó en la labor de crear una asociación que, entre otras libertades, defendiera la libertad de empresa. Las demás asociaciones promovidas por empresarios para la defensa de sus intereses se fusionaron en la CEOE (Confederación Española de Organizaciones Empresariales) promovida por Carles Ferrer y Salat.
El Círculo, creado como asociación en 1977, al inicio de la Transición Española y poco después de la firma de los Pactos de la Moncloa, reunió a un centenar de empresarios destacados de la gran y mediana empresa española contribuyendo al debate económico desde la perspectiva del sector empresarial. Con motivo del 25 aniversario de su fundación, en 2002 se hizo una reflexión sobre el papel del empresariado y del propio Círculo de Empresarios a lo largo de todos estos años y su contribución al debate socioeconómico. El historiador y Catedrático de Historia del Pensamiento Económico Carlos Rodríguez Braun mediante una metodología cronológico-temática, analizó las propuestas que se hicieran en su momento sobre el mercado de trabajo, la reforma del estado del bienestar, la situación de las autonomías y el equilibrio presupuestario, algunas de ellas adoptadas posteriormente tanto por los gobiernos conservadores como por los socialistas.
Al igual que la patronal empresarial CEOE, el Círculo ha defendido la visión de los empresarios en las diferentes fases políticas y económicas desde la Transición hasta la crisis económica iniciada en 2008.
En 2024 fue elegido presidente Juan María Nin Génova, en sustitución de Manuel Pérez-Sala Gozalo.

## Desarrollo
Asesorados por McKinsey, siguieron el modelo de la organización norteamericana Business Roundtable. Desde la independencia política y económica, el Círculo ha funcionado como un centro de pensamiento y promoción de las ideas liberales.
Todo esto mediante una cuádruple vertiente: publicaciones, encuentros, programas de acción en colaboración con diferentes sectores de la sociedad española y los premios que convocan periódicamente.
La profusión de estudios económicos y la anticipación mediante puntuales diagnósticos de la situación socioeconómica del momento, han supuesto una aportación al valioso debate político y económico.
Desde 2014 convocan el Premio Reino de España a la Trayectoria Empresarial con el apoyo de la Casa Real, y la colaboración del Círculo de Economía y del Círculo de Empresarios Vascos. En 2014 el Premio recayó en Enrique de Sendagorta (Grupo Sener) y en 2015 en José Ferrer Sala (Freixenet).

## Publicaciones
Son numerosos los estudios y publicaciones de carácter regular o monográfico del Círculo de Empresarios. Mensualmente se publica el boletín “Así está...la Economía” y “Así está...la Empresa”. Cada 3 meses se publica un informe trimestral y anualmente la Memoria del Círculo, además de declaraciones institucionales, infografías, y tomas de posición respecto a cualquier tema de la actividad económica y empresarial. 
Desde 2014 y con carácter anual, el Círculo de Empresarios, el Círculo de Economía y el Círculo de Empresarios Vascos impulsan el Barómetro de los Círculos, denominado a partir de 2019, “Encuesta de los Círculos”, que ofrece información actualizada sobre las fortalezas de la economía española y los desequilibrios y deficiencias estructurales. La Encuesta desarrolla cinco aspectos: dinamismo del mercado, recursos básicos (infraestructuras físicas, educación e innovación), mercados laboral y financiero, dinamismo empresarial y contribución de las administraciones públicas.
En septiembre de 2022 el Círculo de Empresarios lanzó un nuevo Observatorio de Sostenibilidad para hacer un seguimiento de las medidas adoptadas en las empresas en aspectos sociales, de medio ambiente y de buen gobierno. El estudio se realiza con la consultora EY, y en 2024, ante los retos electorales en Europa y EEUU, consideró que la legislación en materia de sostenibilidad no tiene marcha atrás, aunque sí diversas velocidades.

## Premio Reino de España
El Premio Reino de España a la trayectoria empresarial se concede desde 2014 y tiene carácter anual. El comité de nominaciones presenta las candidaturas al jurado formado por nueve miembros, personas relevantes y que representan a la sociedad española.
| Convocatoria | Año  | Premiados                                     | Jurado presidido por   |
| I Edición    | 2014 | Enrique de Sendagorta (Grupo Sener)           | Marcelino Oreja        |
| II Edición   | 2015 | José Ferrer Sala (Freixenet)                  | Marcelino Oreja        |
| III Edición  | 2016 | José Antolín Toledano (Grupo Antolín)         | Marcelino Oreja        |
| IV Edición   | 2017 | Mariano Puig Planas (Grupo Puig)              | Antonio Garrigues      |
| V Edición    | 2018 | Plácido Arango (Grupo Vips)                   | Antonio Garrigues      |
| VI Eición    | 2019 | Franciso Martínez-Cosentino (Grupo Cosentino) | Carme Riera            |
| VII Edición  | 2022 | Gabriel Escarrer Juliá (Grupo Meliá)          | Santiago Muñoz Machado |
| VIII Edición | 2023 | Isak Andic (Mango)                            | Santiago Muñoz Machado |
| IX Edición   | 2024 | María Teresa Rodríguez (Galletas Gullón)      | Santiago Muñoz Machado |

## Programas
A lo largo de los años han desarrollado diversas actividades para hacer presente el papel del empresariado en la sociedad. Además de las Encuentros Economía y Sociedad, en las que agrupaciones de empresarios de las diferentes comunidades autónomas se reúnen regularmente en foros de debate sobre la situación económica e institucional, también se celebran foros internacionales de empresarios como el “V Foro Empresarial España-EEUU”, organizado conjuntamente con la Spain-US Chamber of Commerce de Nueva York, en mayo de 2015 en Madrid.
Entre los diferentes programas:
- unos establecen puentes entre el empresariado y el poder legislativo: Programa Empresas-Parlamentarios (PEP), Directivos-Parlamento (acs) y Programa Ejecutivo de Gestión para Parlamentarios (PEGP);
- otros son programas educativos y de transmisión del conocimiento: Programa de Cooperación Educativa y Programa de Seniors Españoles para la Cooperación Técnica (SECOT);
- y también se desarrollan programas de relación con la judicatura, la carrera diplomática y la administración económica y de la Defensa: Programa Empresas Magistrados-Jueces (PEMJ), Programa Empresas-Carrera Diplomática (PECD), Programa Empresas- Funcionarios del Ministerio de Economía y Competitividad, y Programa Empresas-Defensa (PED).

## Juntas Directivas
| Periodos  | Presidentes                        |
| --------- | ---------------------------------- |
| 2024-     | Juan María Nin Génova              |
| 2021-2024 | Manuel Pérez-Sala Gozalo           |
| 2018-2021 | John de Zulueta Greenebaum         |
| 2015-2018 | Javier Vega de Seoane Azpilicueta  |
| 2012-2015 | Mónica de Oriol Icaza              |
| 2004-2012 | Claudio Boada Pallarés             |
| 2000-2004 | Manuel Azpilicueta Ferrer          |
| 1992-1999 | Carlos Espinosa de los Monteros    |
| 1984-1991 | José Joaquín Ysasi-Ysasmendi Adaro |
| 1977-1983 | Santiago Foncillas Casaus          |